# Vertrag von Meerssen

Die Gebietsaufteilung im Vertrag von Meerssen 870:

Der Vertrag von Meerssen wurde am 8. August 870 in Meerssen bei Maastricht (in der heutigen Provinz Limburg, Niederlande) zwischen dem westfränkischen König Karl dem Kahlen und dem ostfränkischen König Ludwig dem Deutschen geschlossen.
Er regelte die Aufteilung Lotharingiens („dasjenige, was Lothar gehört“), des Reichs des im Jahre 869 ohne legitimen Erben verstorbenen Königs Lothar II., unter seinen beiden Onkeln Karl dem Kahlen und Ludwig dem Deutschen.

## Unmittelbare Vorgeschichte
Bereits im Jahr 867 oder 868 trafen sich Karl der Kahle und Ludwig der Deutsche in Metz, um dort die Modalitäten einer möglichen Teilung Lotharingiens nach dem Tod Lothars II. auszuarbeiten. Als dieser unerwartet am 8. August 869 verstarb, war Ludwig der Deutsche schwer erkrankt und Karl der Kahle nutzte die Gelegenheit, um sich ungeachtet der vorherigen Absprachen in Metz im Beisein namhafter Großer des Lotharreichs zum König zu krönen. Papst Hadrian II. versuchte vergeblich zwischen den Brüdern zu vermitteln. Unerwarteterweise erholte sich Ludwig wieder von seiner Erkrankung, errang einige Erfolge gegen die Slawen an der Ostgrenze und erzwang aus einer Position der Stärke Verhandlungen mit seinem Bruder über den ihm zustehenden Anteil Lotharingiens. Als Verhandlungsort wurde Meersen ausgewählt, ein Ort in zentraler Lage im karolingischen Ursprungsland. Ein wesentlicher Grund für die Wahl des Ortes lag vermutlich auch darin, dass beide Lager gleich weit entgegen reisen mussten. Damit wurde die Gleichrangigkeit der Verhandlungspartner unterstrichen. Jede Seite durfte vier Bischöfe und zehn Räte, und nicht mehr als dreißig Ministerialen und Vasallen zu den Verhandlungen mitbringen.

## Bestimmungen des Vertrages
Ein schriftlicher Originaltext des Vertrages ist nicht überliefert und eine Vertragsurkunde existierte vermutlich auch nicht. Wesentliche historische Quelle für die getroffenen Abmachungen sind die westfränkischen Annalen von St. Bertin (Annales Bertiniani) und in geringerem Maße die ostfränkischen Annales Fuldenses.
Die Trennungslinie Lotharingiens verlief ungefähr entlang der Flüsse Maas, Ourthe, Mosel, Marne, Saône und dann durch das Juragebirge. An Ludwig den Deutschen fiel der nordöstliche Teil des ehemaligen Lotharreichs mit den Städten Köln, Utrecht, Aachen, Trier, Metz, Prüm, Straßburg und Basel sowie das Elsass und „zwei Drittel von Friesland“. Die Gebiete umfassten zwei Erzbistümer, vier Bistümer, 43 Klöster und 31 Grafschaften. Die Gebiete im Wesentlichen westlich der Maas mit „einem Drittel von Friesland“, den Städten Lüttich, Reims, Cambrai und den Provinzen Lyon und Vienne, zusammen damit drei Erzbistümer, sechs Bistümer, 33 Klöster und 30 Grafschaften, fielen an Karl.
Karl der Kahle erwarb 875 Oberitalien einschließlich Burgunds und wurde zum römischen Kaiser gekrönt.
Zehn Jahre später wurde die Reichsteilung im Vertrag von Ribemont 880 erneut revidiert.